# Camenta capicola
Camenta capicola är en skalbaggsart som beskrevs av Louis Albert Péringuey 1904. Camenta capicola ingår i släktet Camenta och familjen Melolonthidae. Inga underarter finns listade.